# Pauline Bouthillier de Beaumont
Pour l’article homonyme, voir Pauline de Beaumont.
Pauline de Beaumont, née le 20 août 1846 à Genève et morte le 28 juillet 1904  à Collonges-sous-Salève, est une artiste peintre suisse.

## Biographie
Fille de Gabriel de Beaumont et sœur d'Auguste de Beaumont, elle se forme d'abord dans le cadre familial, puis à Paris à l'Académie Julian. Elle s'installe dans la maison de famille à Collonges-sous-Salève. Le paysage de la région, comme celui de la Lorraine, l'attire particulièrement. Ses médiums favoris sont le dessin, l'huile et la gravure. Elle signe ses œuvres « Pauline de Beaumont ».

## Expositions
- Genève : Musée Rath : Musée de l'Athénée, 1957 (Cent ans de peinture genevoise : à l'occasion du centenaire de la Société des amis des beaux-arts)[2]

## Postérité
Une rue de Genève honore la famille d'artistes, la rue de Beaumont. Quelques tableaux sont dans les collections du Musée d'art et d'histoire de Genève.